# Pirata taurirtensis
Pirata taurirtensis là một loài nhện trong họ Lycosidae.
Loài này thuộc chi Pirata. Pirata taurirtensis được Ehrenfried Schenkel-Haas miêu tả năm 1937.